# USS McGinty (DE-365)
USS McGinty (DE-365) là một tàu hộ tống khu trục lớp John C. Butler từng phục vụ cùng Hải quân Hoa Kỳ trong Chiến tranh Thế giới thứ hai. Nó là chiếc tàu chiến duy nhất của Hải quân Hoa Kỳ được đặt cái tên này, theo tên Hạ sĩ Franklin Alexander McGinty (1911–1943), người từng phục vụ cùng tàu tuần tra Plymouth (PG‑57), đã tử trận khi Plymouth bị ngư lôi từ tàu ngầm U‑566 đánh chìm ngoài khơi Cape Charles, Virginia vào ngày 5 tháng 8, 1943 và được truy tặng Huân chương Chữ thập Hải quân. Nó đã phục vụ trong suốt Thế chiến II, được cho ngừng hoạt động sau khi xung đột chấm dứt vào năm 1946, rồi được huy động trở lại để tham gia các cuộc Chiến tranh Triều Tiên và Chiến tranh Lạnh từ năm 1951 đến năm 1968. Con tàu cuối cùng bị bán để tháo dỡ vào năm 1969. McGinty được tặng thưởng ba Ngôi sao Chiến trận do thành tích phục vụ trong cuộc Chiến tranh Triều Tiên.

## Thiết kế và chế tạo
Lớp John C. Butler được thiết kế nhằm đáp ứng nhu cầu một số lượng lớn nhưng rẻ tiền của một kiểu tàu hộ tống chống tàu ngầm để hộ tống các đoàn tàu vận tải vượt đại dương. Chúng có chiều dài chung 306 foot (93,3 m), mạn tàu rộng 36 foot 10 inch (11,2 m) và mớn nước 13 foot 4 inch (4,1 m), trọng lượng choán nước tiêu chuẩn 1.350 tấn Anh (1.372 t), và lên đến 1.745 tấn Anh (1.773 t) khi đầy tải, với một thủy thủ đoàn bao gồm 14 sĩ quan và 201 thủy thủ. Con tàu được vận hành bởi hai turbine hơi nước hộp số Westinghouse; hơi nước được cung cấp bởi hai nồi hơi "D" Express, tạo ra công suất 12.000 mã lực càng (8.900 kW) và cho phép đạt được tốc độ tối đa 24 hải lý trên giờ (44 km/h; 28 mph). Nó có tầm hoạt động 6.000 hải lý (11.000 km; 6.900 mi) ở tốc độ đường trường 12 hải lý trên giờ (22 km/h; 14 mph).
Dàn vũ khí chính bao gồm hai tháp pháo 5-inch/38 caliber đa dụng nòng đơn, được dẫn đường bởi hệ thống điều khiển hỏa lực Mark 51; vũ khí phòng không gồm hai khẩu đội Bofors 40 mm L/60 nòng đôi và mười khẩu Oerlikon 20 mm nòng đơn cũng được dẫn đường bởi hệ thống Mark 51. Ngoài ba ống phóng ngư lôi 21 inch (533 mm), vũ khí chống ngầm bao gồm hai đường ray thả mìn sâu, tám máy phóng mìn sâu K-gun cùng một dàn súng cối chống ngầm Hedgehog. Con tàu được trang bị sonar kiểu QC, radar dò tìm mặt biển SL và radar dò tìm không trung SA.
McGinty được đặt lườn tại xưởng tàu của hãng Consolidated Steel Corporation ở Orange, Texas vào ngày 3 tháng 5, 1944. Nó được hạ thủy vào ngày 5 tháng 8, 1944, được đỡ đầu bởi bà Perrillah Atkinson Malone, và được cho nhập biên chế cùng Hải quân Hoa Kỳ vào ngày 25 tháng 9, 1944 dưới quyền chỉ huy của Hạm trưởng, Thiếu tá Hải quân William H. Harrison.

## Lịch sử hoạt động

### 1944 - 1946
Sau khi hoàn tất việc chạy thử máy huấn luyện tại khu vực Bermuda và sửa chữa sau chạy thử máy, McGinty chuẩn bị để được điều động sang khu vực Mặt trận Thái Bình Dương. Nó khởi hành từ Norfolk, Virginia vào ngày 4 tháng 12, 1944 trong vai trò soái hạm của Đội hộ tống 86, băng qua kênh đào Panama rồi ghé đến San Diego, California và Trân Châu Cảng, Hawaii trước khi đi đến Eniwetok vào ngày 16 tháng 1, 1945. Nó chuyển đến thuộc quần đảo Mariana để làm nhiệm vụ hộ tống vận tải, và trong ba tháng tiếp theo đã hộ tống các tàu chở dầu, tàu buôn và tàu sân bay hộ tống đi lại giữa Eniwetok, Guam và Ulithi; nó đã thực hiện ba chuyến đi khứ hồi giữa Eniwetok và Guam, và hai chuyến giữa Eniwetok và Ulithi.
Đi đến Ulithi vào ngày 27 tháng 4, McGinty phục vụ tuần tra tại đây cho đến ngày15 tháng 6, và sau một chuyến đi khứ hồi đến Guam, nó lên đường vào ngày 1 tháng 7 hộ tống một đoàn tàu đi sang Okinawa. Sau khi quay trở về Ulithi ngang qua Saipan vào ngày 12 tháng 7, nó thực hiện chuyến đi tương tự đến Palau và quay trở về vào ngày 23 tháng 7. Nó lại lên đường vào ngày 4 tháng 8 cho một chuyến đi khác sang Okinawa, và về đến Ulithi đúng vào lúc Nhật Bản chấp nhận đầu hàng vào ngày 15 tháng 8, giúp chấm dứt vĩnh viễn cuộc xung đột. Con tàu có chuyến đi sang Okinawa từ ngày 22 đến ngày 26 tháng 8 để phục vụ cùng Đệ Tam hạm đội.
Lên đường vào ngày 9 tháng 9, McGinty hộ tống một đoàn tàu quét mìn và tàu vận tải hướng sang Nhật Bản, đi đến Wakayama, Honshū vào ngày 11 tháng 9. Nó hỗ trợ cho việc di tản những cựu tù binh chiến tranh Đồng Minh khỏi các tại tập trung cho đến khi lên đường đi Okinawa vào ngày 18 tháng 9. Nó quay trở lại Wakayama một tuần sau đó để tiếp tục hỗ trợ cho hoạt động chiếm đóng dọc theo bờ biển Honshū. Trong hai tháng tiếp theo con tàu đã hộ tống tàu bè đi lại giữa vùng biển nội địa Seto và vịnh Tokyo, phục vụ như tàu kiểm soát cảng tại eo biển Bungo và vận chuyển thư tín tại Wakayama.
Rời vùng biển Nhật Bản vào ngày 2 tháng 1, 1946 để quay trở về Hoa Kỳ, McGinty đi ngang qua Eniwetok và Trân Châu Cảng trước khi về đến San Francisco, California vào ngày 22 tháng 1. Con tàu được chuyển đến San Diego trong các ngày 23 và 24 tháng 3, và được cho xuất biên chế tại đây vào ngày 15 tháng 1, 1947, được đưa về Hạm đội Dự bị Thái Bình Dương và neo đậu cùng Đội San Diego.

### Chiến tranh Triều Tiên
Sau khi cuộc Chiến tranh Triều Tiên bùng nổ vào tháng 6, 1950, McGinty được cho tái biên chế trở lại tại San Diego vào ngày 28 tháng 3, 1951 dưới quyền chỉ huy của Hạm trưởng, Thiếu tá Hải quân Frederick W. Pennoyer. Nó thực hành huấn luyện tại vùng bờ Tây và tại quần đảo Hawaii, rồi trong vai trò soái hạm của Hải đội Hộ tống 11, nó lên đường vào ngày 29 tháng 10 để đi sang khu vực Tây Thái Bình Dương, đi đến vùng biển Triều Tiên vào ngày 21 tháng 11. Con tàu đã tham gia tuần tra và phong tỏa cảng Wŏnsan cũng như thực hiện nhiều đợt bắn phá dọc bờ biển do lực lượng đối phương kiểm soát. Sau khi quay trở về Nhật Bản vào giữa tháng 12, nó tham gia cùng Đệ Thất hạm đội để tuần tra tại khu vực eo biển Đài Loan từ ngày 6 tháng 1, 1952, rồi quay trở lại vùng bờ biển phía Đông bán đảo Triều Tiên. Trong giai đoạn từ ngày 5 tháng 3 đến ngày 29 tháng 4, nó thực hiện thêm hai lượt phong tỏa và bắn phá tại khu vực Wŏnsan, rồi rời vùng biển Nhật Bản vào ngày 15 tháng 5, về đến cảng nhà Trân Châu Cảng vào ngày 24 tháng 5.
Trong một năm tiếp theo, McGinty được bảo trì, sửa chữa và huấn luyện tại khu vực quần đảo Hawaii trước khi lại được phái sang Viễn Đông, đi đến Sasebo, Nhật Bản vào ngày 20 tháng 5, 1953. Nó hoạt động tuần tra dọc bờ biển phía Đông bán đảo Triều Tiên, và hộ tống cho các tàu tiếp liệu trong các hoạt động tiếp nhiên liệu trên biển. Sau khi các bên tham chiến đạt được thỏa thuận ngừng bắn, con tàu tiếp tục tuần tra giám sát việc ngừng bắn và tuần tra chống tàu ngầm cho đến khi quay trở về Hoa Kỳ.

### 1954 -1968
Lên đường vào ngày 17 tháng 11, 1954 để đi sang khu vực Tây Thái Bình Dương, McGinty tiếp tục hoạt động tuần tra trong biển Nhật Bản ngoài khơi Triều Tiên, cho đến khi nhiệm vụ này được chính thức bàn giao cho Hải quân Cộng hòa Hàn Quốc trong một buổi lễ tại Pusan vào ngày 1 tháng 1, 1955. Con tàu tiếp tục hoạt động cùng Đệ Thất hạm đội tại Viễn Đông, và vào tháng 2 đã tham gia hỗ trợ cho việc triệt thoái lực lượng Quốc dân Đảng khỏi quần đảo Đại Trần trong vụ Khủng hoảng eo biển Đài Loan lần thứ nhất. Chiếc tàu hộ tống khu trục quay trở về Trân Châu Cảng vào ngày 23 tháng 5.
Tại khu vực quần đảo Hawaii, McGinty tiến hành những hoạt động huấn luyện và bảo trì thường lệ trong thời bình. Từ tháng 4 đến tháng 7, 1956, nó hỗ trợ cho chương trình thử nghiệm bom nguyên tử tại khu vực quần đảo Marshall trong vai trò tàu khảo sát và tàu tìm kiếm và giải cứu. Sau khi hoàn tất nó quay trở lại Trân Châu Cảng để hoạt động tại vùng biển quần đảo Hawaii cho đến ngày 17 tháng 6, 1957, khi nó lên đường đi sang khu vực Tây Thái Bình Dương cho một lượt hoạt động khác cùng Đệ Thất hạm đội. Trong bốn tháng tiếp theo nó đã hoạt động tại các vùng biển quần đảo Mariana, Philippines, Australia và Nhật Bản, nó quay trở về Trân Châu Cảng vào ngày 5 tháng 11.
Vào ngày 7 tháng 6, 1958, McGinty lên đường cho lượt biệt phái hoạt động tiếp theo tại Viễn Đông. Nó gia nhập Hải đội Hộ tống 7 tại khu vực quần đảo Mariana vào ngày 1 tháng 7. Trong giai đoạn từ ngày 15 tháng 9 đến ngày 12 tháng 10, nó cùng các đơn vị khác thuộc Đệ Thất hạm đội tuần tra tại khu vực phía Bắc eo biển Đài Loan, như một nỗ lực nhằm ngăn chặn lực lượng Cộng sản tấn công lên các đảo Kim Môn và Mã Tổ còn do phía Quốc dân Đảng kiểm soát. Sau khi quay trở về Hoa Kỳ, nó đã viếng thăm Seattle, Washington từ ngày 3 đến ngày 9 tháng 1, 1959 trước khi được cho xuất biên chế tại Portland, Oregon vào ngày 19 tháng 9, 1959.
McGinty được đưa về Đội Hộ tống Dự bị 13, và phục vụ trong thành phần dự bị với một thủy thủ đoàn khung để huấn luyện cho nhân sự thuộc Hải quân Dự bị Hoa Kỳ. Khi tình hình quốc tể trở nên căng thẳng do vụ Khủng hoảng Berlin, McGinty được huy động trở lại vào ngày 25 tháng 8, 1961 và được cho nhập biên chế trở lại vào ngày 2 tháng 10, 1961 dưới quyền chỉ huy của Hạm trưởng, Trung tá Hải quân Jerome E. Aakhus. Nó lên đường đi Trân Châu Cảng và đảm nhiệm vai trò soái hạm cho Hải đội Hộ tống 7, rồi tiến hành huấn luyện tại vùng biển Hawaii cho đến khi nó lên đường đi sang khu vực Tây Thái Bình Dương vào ngày 10 tháng 2, 1962. Nó hoạt động tại các vùng biển Nhật Bản cho đến biển Đông, rồi quay trở về Portland vào ngày 17 tháng 7, được cho xuất biên chế vào ngày 1 tháng 8, 1962, và quay trở lại hoạt động huấn luyện luyện dự bị tại Portland.
Nó phục vụ trong vai trò này cho đến năm 1968. Tên nó được cho rút khỏi danh sách Đăng bạ Hải quân vào ngày 23 tháng 9, 1968, và con tàu bị bán để tháo dỡ vào ngày 27 tháng 10, 1969.

## Phần thưởng
McGinty được tặng thưởng ba Ngôi sao Chiến trận do thành tích phục vụ trong cuộc Chiến tranh Triều Tiên.
|             |             |                                         |
|             | Bronze star | Bronze star · Bronze star · Bronze star |
| Bronze star |             |                                         |

| Huân chương Chiến dịch Hoa Kỳ                                       | Huân chương Chiến dịch Châu Á-Thái Bình Dương                   | Huân chương Chiến thắng Thế Chiến II                     |
| Huân chương Phục vụ Chiếm đóng Hải quân                             | Huân chương Phục vụ Phòng vệ Quốc gia với 1 Ngôi sao Chiến trận | Huân chương Phục vụ Triều Tiên với 3 Ngôi sao Chiến trận |
| Huân chương Viễn chinh Lực lượng Vũ trang với 1 Ngôi sao Chiến trận | Huân chương Liên Hiệp Quốc Phục vụ Triều Tiên                   | Huân chương Phục vụ Chiến tranh Triều Tiên (Hàn Quốc)    |